# 21세기 타워
21세기 타워는 아랍에미리트 두바이에에 위치한 마천루이다.

## 같이 보기
- 아랍에미리트의 마천루 목록
- 두바이의 마천루 목록